# 马六甲历史城市政厅
马六甲历史城市政厅（简称“MBMB”）是马来西亚马六甲州马六甲市和马六甲中央县大部分地区的地方政府，隶属马六甲州政府。市政厅的职责为负责为辖区进行规划、文物保护、公共和环境卫生、废物管理、交通管理、环境保护、建筑控制、社会经济发展以及维护辖区内一般的基础设施。
马六甲历史城市政厅总部坐落于爱极乐格拉哈玛莫路，对面为马六甲商场（前身为Kotamas），也是汉都亚再也市议会的总部。

## 历史
11平方（4.2平方英里）宽的马六甲市镇和城堡市议会于1824年由英国东印度公司建立，旨在进行城镇规划、维护公共秩序和征收税款。1977年1月1日，市议会和马六甲中央乡村地区县议会（Majlis Daerah Luar Bandar Melaka Tengah）合并，组成马六甲中央市议会（Majlis Perbandaran Melaka Tengah），行政区域面积为297.19平方（114.75平方英里）。1987年，该市政厅更名为马六甲市议会（Majlis Perbandaran Melaka），并于1989年4月15日，当联邦政府将“历史城市”称号授予马六甲市时，改名为马六甲历史城市议会（Majlis Perbandaran Melaka Bandaraya Bersejarah, MPMBB），州政府将这个日期列为州定假日“马六甲历史城日”。市政厅总部最初设于目前设有人民博物馆、风筝博物馆和美容博物馆的建筑物内，后来迁至爱极乐现址。马六甲市于2003年4月15日获得升格为市政厅，市议会随之更名为现名。

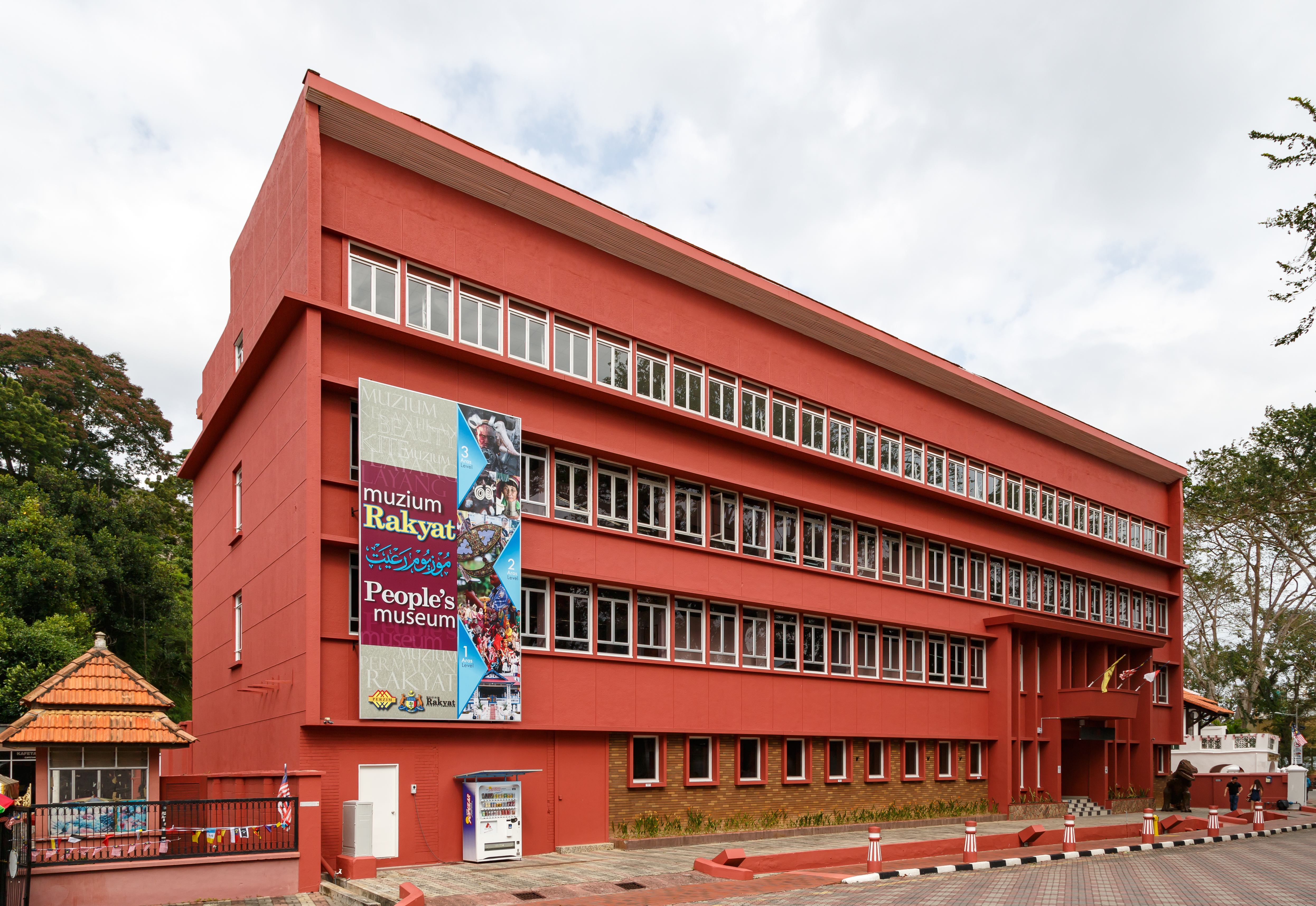
前马六甲市议会大楼，现为人民博物馆

2010年1月1日，市政厅的部分辖区，包括总部大厦位置，总面积57.66平方（22.26平方英里）的管辖区被划出，以成立汉都亚再也市议会（Majlis Perbandaran Hang Tuah Jaya, MPHTJ）。马六甲因填海造陆，使市政厅管辖区增加了30.86平方（11.92平方英里），达到270.39平方（104.40平方英里）。随着马六甲历史城市政厅（MBMB）与汉都亚再也市议会（MPHTJ）于2022年重新划分管辖地区，边界部分也出现更动，其中包括武吉峇鲁、武吉加迪、玛琳再也等，并于2023年1月1日正式生效。

## 市长列表
| # | 市长姓名       | 就任时间      | 离任时间       |
| - | -------------- | ------------- | -------------- |
| 1 | 再尼·末诺      | 2003年4月15日 | 2008年2月10日  |
| 2 | 尤索夫·詹丹    | 2008年2月11日 | 2010年12月31日 |
| 3 | 再纳·阿布 首任 | 2011年1月1日  | 2014年12月31日 |
| 4 | 再纳·胡欣      | 2015年1月1日  | 2018年5月31日  |
| 5 | 阿兹米·胡先    | 2018年6月1日  | 2019年1月31日  |
| 6 | 曼梳·苏丁      | 2019年2月1日  | 2020年3月31日  |
| 7 | 再纳·阿布 次任 | 2020年4月1日  | 2023年1月31日  |
| 8 | 沙丹奥特曼     | 2023年2月1日  | 现任           |